# Jorge Casales Carrasco
Jorge Casales Carrasco   (Vigo, 20 de juliol de 1995) és un pilot de trial gallec. L'any 2010 va guanyar el Campionat d'Europa de trial juvenil amb Gas Gas i el 2013, el Campionat del Món de trial júnior.

## Palmarès
A 31 de desembre de 2024
| Any  | Motocicleta | C. del Món Outdoor | C. del Món Indoor | C. d'Espanya     |
| ---- | ----------- | ------------------ | ----------------- | ---------------- |
| 2008 | Gas Gas     | -                  | -                 | 1r Juvenil 125cc |
| 2009 | Gas Gas     | -                  | -                 | 1r Cadets        |
| 2010 | Gas Gas     | -                  | -                 | 1r Júnior        |
| 2011 | Gas Gas     | -                  | -                 | 1r TR2           |
| 2012 | Gas Gas     | -                  | -                 | 6è               |
| 2013 | Gas Gas     | -                  | -                 | 5è               |
| 2014 | Gas Gas     | 7è                 | 8è                | 5è               |
| 2015 | Beta        | 9è                 | -                 | 6è               |
| 2016 | Beta        | 8è                 | -                 | 4t               |
| 2017 | Beta        | 8è                 | -                 | 7è               |
| 2018 | Vertigo     | 8è                 | 11è               | 4t               |
| 2019 | Vertigo     | 5è                 | 6è                | 5è               |
| 2020 | Gas Gas     | 4t                 | 5è                | 2n               |
| 2021 | Gas Gas     | 9è                 | 9è                | 5è               |
| 2022 | Scorpa      | 8è                 | -                 | 8è               |
| 2023 | Scorpa      | 7è                 | -                 | 5è               |
| 2024 | TRRS        | 6è                 | -                 | 7è               |

Notes
1. ↑  Campió d'Europa juvenil
2. ↑  Campió del món Júnior